# Пятьдесят франков «Жак Кёр»
Пятьдесят франков Жак Кёр — французская банкнота, эскиз которой разработан 13 июня 1940 года, выпускалась Банком Франции с 21 января 1941 года до замены на банкноту пятьдесят франков Леверье.

## История
Банкнота относится к серии многоцветных банкнот, основной темой которых является исторические фигуры и области Франции, к которой относятся Двадцать франков Баярд и Сто франков Сюлли. Банкнота выпускалась Банком Франции с июня 1940 года по май 1942 года. Она была изъята из обращения и перестала быть законным платёжным средством с 4 июня 1945 года.

## Описание
Авторами банкноты стали художник Люсьен Жона и гравёр Камиль Белтрон. Доминирующими цветами являются красный и серый. На аверсе: слева, портрет Жака Кёра с пером в руке. На его письменном столе, тетрадь, чернильница и шкатулка. Окна сделанные из слоновой кости открывают вид на фасад дворца в Бурже. По краям банкноты расположен номинал. На фризе в нижней части банкноты надпись на старо-французском «Для доблестного сердца нет ничего невозможного». На реверсе: портрет крестьянки в традиционной одежде с прялкой в руках, на фоне стада овец и коров. На заднем плане, вид на город в Бурж. Водяной знак, выполнен в форме сердца. Размеры банкноты 145 × 90 мм.